# Guarcino
Guarcino es una localidad italiana de la provincia de Frosinone, región de Lazio, con 1.680 habitantes.

## Evolución demográfica
| Gráfica de evolución demográfica de Guarcino entre 1861 y 2001 |
|                                                                |
| Fuente ISTAT - elaboración gráfica de Wikipedia                |